# Dunaföldvár vasútállomás
Dunaföldvár vasútállomás egy Tolna vármegyei vasútállomás, melyet a MÁV üzemeltet Dunaföldvár városában.
A belterület déli peremén helyezkedik el, a 6-os és 52-es főutak csomópontjától nem messze északnyugati irányban; közúti elérését a 6-osból kiágazó 62 334-es számú mellékút (települési nevén Batthyány sor) biztosítja.
Jelenleg az állomáson csak teherforgalom zajlik.

## Vasútvonalak
Az állomást az alábbi vasútvonalak érintik:
- Pusztaszabolcs–Paks-vasútvonal

## Kapcsolódó állomások
A vasútállomáshoz az alábbi állomások vannak a legközelebb:
- Előszállás megállóhely (Pusztaszabolcs vasútállomás, Pusztaszabolcs–Paks-vasútvonal)
- Bölcske megállóhely (Paks vasútállomás, Pusztaszabolcs–Paks-vasútvonal)

## Forgalom
A vasútállomáson és azt az érintő vasútvonal egy szakaszán a személyszállítás 2009. december 13-án megszűnt. A teherforgalom viszont rendszeres.